# Thesium humifusum
Thesium humifusum là một loài thực vật có hoa trong họ Santalaceae. Loài này được DC. miêu tả khoa học đầu tiên năm 1815.